# Stay in my heart
「Stay in my heart」（ステイ・イン・マイ・ハート）は、日本の音楽ユニット・day after tomorrowの4作目のシングル。

## 概要
- 前作「futurity」から約3か月ぶりにして、アルバム『elements』からのリカットシングルであり、1万枚限定生産で発売された。
- 前述のアルバムにも登場している、ジャケットでメンバーが乗っているシルバーの車のセットは「day after tomorrow号」と銘打たれ、後に日本ユニセフ協会に全額寄付するためにインターネットオークションに出品された[1]。
- 初めてカップリング曲が収録された[注 1]。
- 表題曲はフジテレビ系列『奇跡体験!アンビリバボー』のエンディングテーマに、カップリング曲は同系列『めちゃ×2イケてるッ!』のエンディングテーマに使用され、初のバラエティ番組のタイアップとなった。
- オリコンチャート初登場18位を獲得。3作連続でトップ20入りを果たした。

## 収録曲
| 全作曲: 鈴木大輔、全編曲: 石塚知生、五十嵐充、day after tomorrow。 |                                     |           |            |      |
| #                                                                  | タイトル                            | 作詞      | 作曲・編曲 | 時間 |
| 1.                                                                 | 「Stay in my heart」                | misono    | 鈴木大輔   | 5:20 |
| 2.                                                                 | 「naturally」                       | misono    | 鈴木大輔   | 3:49 |
| 3.                                                                 | 「Stay in my heart (Instrumental)」 |           | 鈴木大輔   | 5:20 |
| 4.                                                                 | 「naturally (Instrumental)」        |           | 鈴木大輔   | 3:45 |
| 合計時間:                                                          | 合計時間:                           | 合計時間: | 18:14      |      |

### 解説
1. Stay in my heart
2. naturally
3. Stay in my heart (Instrumental )
表題曲のインストゥルメンタルバージョン。
4. naturally (Instrumental)
カップリング曲のインストゥルメンタルバージョン。

## 参加ミュージシャン
day after tomorrow
- misono：Vocals
- 北野正人：Guitar
- 鈴木大輔：Keyboards

support musician
- 五十嵐充：Programming & Keyboards (全曲)
- 石塚知生：Programming & Keyboards (全曲)
- 加藤薫：Electric Guitar (全曲)

## タイアップ
- フジテレビ系列バラエティ番組『奇跡体験!アンビリバボー』2003年4月〜6月度エンディングテーマ (#1)
- フジテレビ系列バラエティ番組『めちゃ×2イケてるッ!』2003年4月〜12月度エンディングテーマ (#2)

## 収録アルバム
- elements (#1,2)
- complete Best (#1,2)
- single Best (#1)
- Selection Best Album (#1)